# 表演必须继续
《表演必须继续》（英語：The Show Must Go On） 是英國摇滚乐队皇后乐队的歌曲，首次發表於其第十四張原創專輯Innuendo(1991年2月5日)中，為專輯最終曲，由樂團四人共同創作。
歌名引用了古老的西方諺語。歌詞內容表達一名表演者在面臨死亡時卻笑看生死，繼續豪氣表演直到最後的情況。由於主唱Freddie Mercury此時確實面臨著死亡，且英國媒體自1980年代末以來就一直對他的健康狀況強烈好奇，故本曲常被視為他在向外界表達看待自己生命盡頭的態度。
1991年10月14日，本曲於英國發表於單曲，配合10月24日的第二張精選輯Greatest Hits II。緊接著，40天後，Freddie Mercury於1991年11月24日死亡。本曲成為他在世時發行的最後一張單曲。
艾頓莊於1992年的Freddie Mercury致敬演唱會與1997年各翻唱過一次本作，1997年的現場版本收錄於1999年Queen的第三張精選輯Greatest Hits III中。席琳狄翁於2008年的世界巡迴演唱Taking Chances Tour每場也固定演唱本曲向Queen致敬。

## 創作與錄音情形
在聽過John Deacon與Roger Taylor兩人演奏一段和弦(本和絃之後成為本曲的基礎)後，Brian May與Freddie Mercury兩人一同決定了本曲的意境主軸並寫下一些歌詞。May之後完成了其餘的歌詞與旋律，並增加了一段類似D大調卡農的過場。
Demo帶是由Brian May唱，其中某些部分音域過高，必須使用假音。當他把最後Demo帶拿給Mercury看時，他其實有點擔心Mercury已經瀕臨死亡的身體狀況無法負荷這次的高難度錄音。然而，當走進錄音室時，Mercury仰頭灌下一大杯伏特加，大聲笑道「我他媽的當然會弄好，小子！」("I'll fucking do it darling!")然後，一次，毫無問題的完成了錄音。直至今日，May回憶起當時的景象，依然認為這是Queen有史以來最完美的一次錄音。
其中大部分背景和音與最後一句歌詞是由May演唱，另外Yamaha DX7電子樂器和結他的部分也是由他完成。製作人David Richards並建議將音高三度。

## MV
當時Freddie Mercury身體狀況無法參與拍攝新的影像，所以其中有關他的影像是從過去1981年至1991年的MV中擷取。
影像中有幾張面具不斷出現，其中一張是Roboto，是從Styx樂曲Mr. Roboto的MV中擷取的。
本MV是由澳洲團隊DoRo製作，包括了Rudi Dolezal和Hannes Rossacher。

## 流行文化
2003年，香港樂壇天王天后張國榮及梅艷芳先後離世，令樂迷突然感到「迷失方向」。故此梅氏離世後2天舉行的叱咤樂壇流行榜頒獎典禮，一眾DJ司儀多次表達要「The Show Must Go On」，勸勉樂迷即使面對「偶像已死」，仍然要對樂壇堅持夢想。